# Стоа „Карипис“
Стоа „Карипис“ или Ермион (на гръцки: Στοά Καρίπη, Ερμείον) е историческа постройка в град Солун, Гърция.

## Местоположение
Търговският комплекс е разположен в Лулудадика на улица „Елевтериос Венизелос“.

## История
Построен е през 1925 година по проект на Андреас Георгакопулос и Симеон Милонас и е в стил арт деко. Това е първият търговски център на града и все още се използва днес за търговски и професионални дейности. Обявен е за защитен паметник в 1983 година.

## Архитектура
Къщата има силна симетрия от двете предни страни. Тя е организирана в 9 вертикални елемента и 3 хоризонтални. Иновативно за времето си е използването на стоманобетон позволява на архитектите да покрият големи площи със стъкло и по този начин да създадат уникален облик. Като типичен пример за арт деко, той използва луксозни материали като метал и стъкло, силна геометрия в обемите и монументален дизайн на фасадите. Вътре има вътрешен двор с балкони по периметъра, а около него са обособени бизнес пространствата. Характерни за сградата са красивите тавани, парапетите, украсени с орли и изобилната светлина, която нахлува вътре. Използването на стъкло е много интензивно в интериора, тъй като има стени само в средата на пространствата.